# Kirchberg bei Mattighofen
Kirchberg bei Mattighofen osztrák község Felső-Ausztria Braunau am Inn-i járásában. 2019 januárjában 1194 lakosa volt. 

## Elhelyezkedése

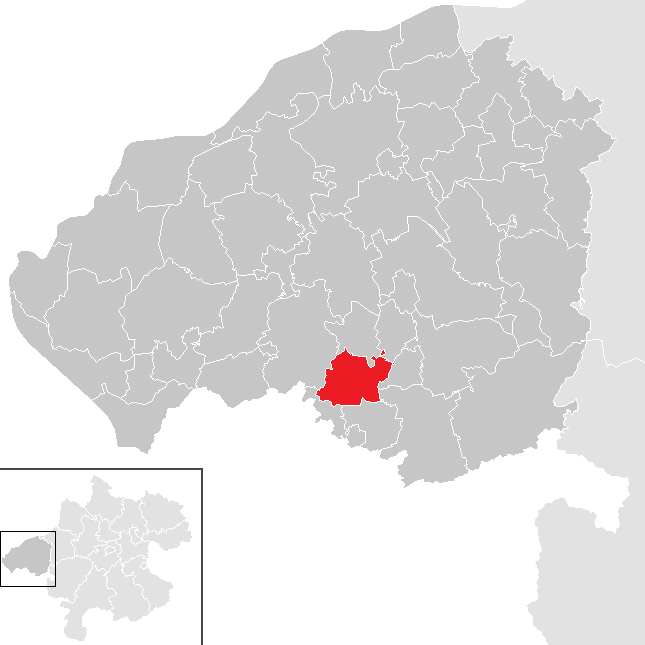
Kirchberg bei Mattighofen a Braunau am Inn-i járásban

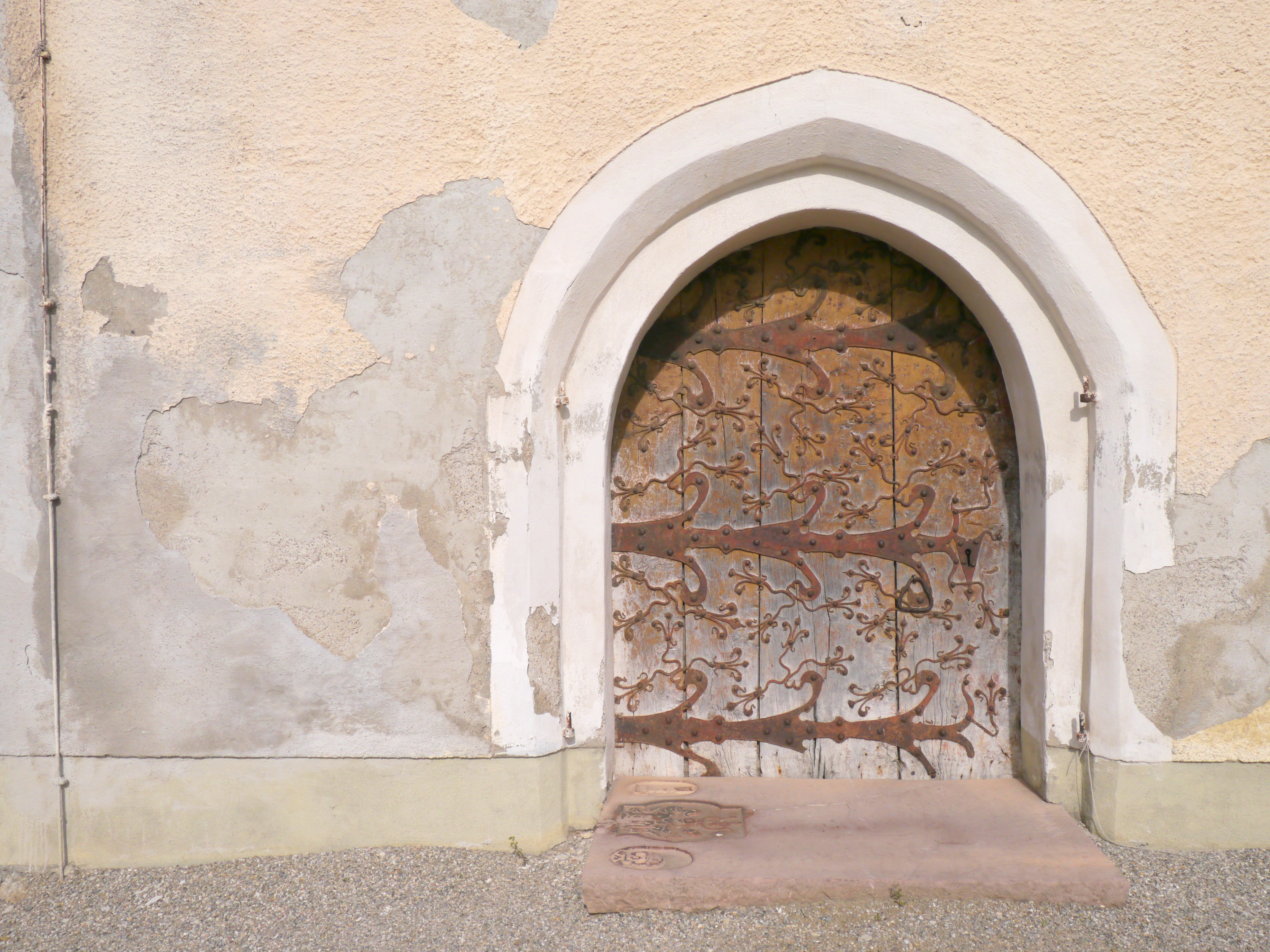
A plébániatemplom ajtaja

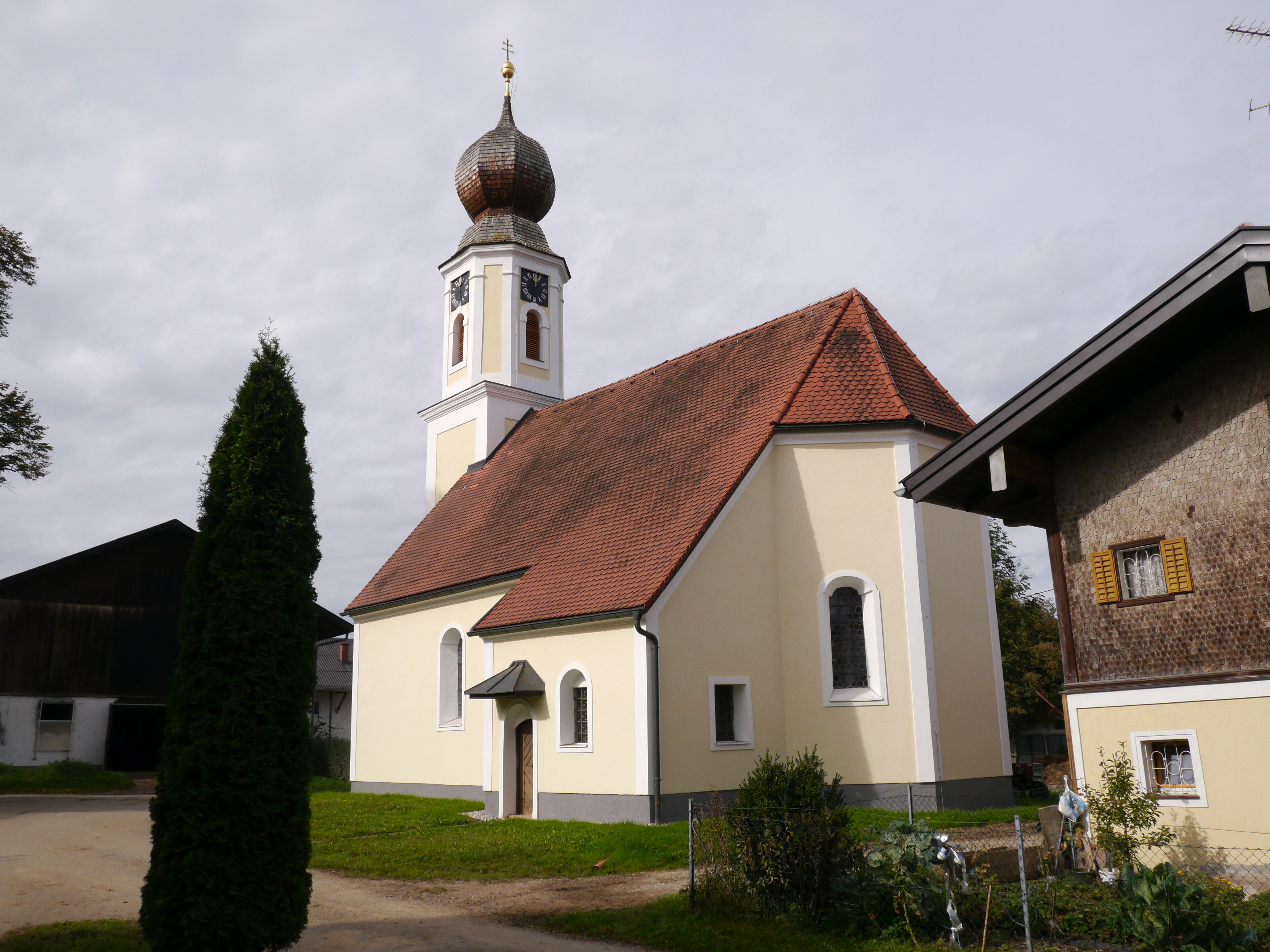
A siegertshafti Szt. Márton-templom

Kirchberg bei Mattighofen Felső-Ausztria Innviertel régiójában fekszik a dél-innvierteli tóvidék és a Mattig folyó völgyének határán. Az önkormányzat 26 településrészt és falut egyesít: Aigen (155 lakos 2018-ban), Alterding (10), Angelberg (4), Bermading (27), Buch (21), Eglsee (13), Entham (21), Ersperding (29), Gopperding (25), Gumping (12), Hilprechtsham (36), Iming (47), Kirchberg bei Mattighofen (277), Kobl (12), Lamperding (10), Moosdorf (33), Oberkreit (17), Obermaisling (13), Sauldorf (189), Setzka (12), Siegertshaft (75), Thal (4), Unterkreit (8), Untermaisling (12), Walterding (19) és Wendling (94).
A környező önkormányzatok: északra Auerbach, északkeletre Pfaffstätt, keletre Jeging, délkeletre Lochen am See, délre Palting, délnyugatra Perwang am Grabensee, nyugatra Feldkirchen bei Mattighofen.   

## Története
Kirchberget először 1143-ban említik az írott források. A legenda szerint temploma építésekor a dombtetőre felvitt építőanyagok maguktól vándoroltak át a templom mai helyére. 1363-ban a bajor örökösödési válság idején 30 fosztogató paraszt a zsákmányával együtt elbarikádozta magát a templomban, amit Konrad Kuchler mattseei várkapitány rájuk gyújtott. A Szt. Kunigundának szentelt templomot ezután újjáépítették. Az egyházközséget a mattseei kolostor felügyelte, amely 1600-ban iskolát építtetett Kirchbergben. A harmincéves háború során a kóborló seregek miatt őrszolgálatot állítottak fel; általában a tanító figyelte a vidéket a templomtoronyból. 1700-ban - állítólag egy vak ló állapotának javulása révén - felfedezték egy forrás gyógyító hatását. Számos beteg keresett itt gyógyulást és egészen 1960-ig lovas felvonulásokat is tartottak a szentnek tartott forrásnál. A 18. század első felében pestis dúlt Felső-Ausztriában, 1711-ben és 1714-ben Kirchberget is elérte a járvány. 
Kirchberg alapításától kezdve egészen 1779-ig Bajorországhoz tartozott, amikor azonban a bajor örökösödési háborút lezáró tescheni béke következtében a teljes Innviertel Ausztriához került át. A napóleoni háborúk során 1809-ben a régiót a franciákkal szövetséges Bajorország visszakapta, majd Napóleon bukása után ismét Ausztriáé lett. Eközben 1805-ben és 1809-ben a falu kétszer is leégett, a lakosok helyzetét tovább nehezítette a francia seregek rekvirálása. 
1850-ben megalakult Kirchberg és Pfaffstätt községe. Utóbbi 1903-ban különvált, 1908-ban az egyházközségek is szétváltak. 
A köztársaság 1918-as megalakulásakor Kirchberget Felső-Ausztria tartományhoz sorolták. Miután Ausztria 1938-ban csatlakozott a Német Birodalomhoz, az Oberdonaui gau része lett. A második világháború után a község visszakerült Felső-Ausztriához.

## Lakosság
A Kirchberg bei Mattighofen-i önkormányzat területén 2019 januárjában 1194 fő élt. A lakosságszám 1961 óta gyarapodó tendenciát mutat. 2016-ban a helybeliek 94%-a volt osztrák állampolgár; a külföldiek közül 3,5% a régi (2004 előtti), 1,3% az új EU-tagállamokból érkezett. 1,1% a volt Jugoszlávia (Szlovénia és Horvátország nélkül) vagy Törökország, 0,1% egyéb országok polgára. 2001-ben a lakosok 93,7%-a római katolikusnak, 2,2% evangélikusnak, 3,5% pedig felekezeten kívülinek vallotta magát. 
A lakosság számának változása:

| 2016 | 1 137 |
| 2018 | 1 175 |

## Látnivalók
- a Szt. Kunigunda-plébániatemplom
- a siegertshafti Szt. Márton-templom

## Fordítás
- Ez a szócikk részben vagy egészben  a   Kirchberg bei Mattighofen című német Wikipédia-szócikk ezen változatának fordításán alapul.  Az eredeti cikk szerkesztőit annak laptörténete sorolja fel. Ez a jelzés csupán a megfogalmazás eredetét és a szerzői jogokat jelzi, nem szolgál a cikkben szereplő információk forrásmegjelöléseként.